# Jerry Brown
Jerry Brown (n. 7 aprilie 1938, California, SUA) este un politician democrat care a fost guvernator al statului California în perioada 6 ianuarie 1975 - 3 ianuarie 1983 și 3 ianuarie 2011 - 7 ianuarie 2019. 

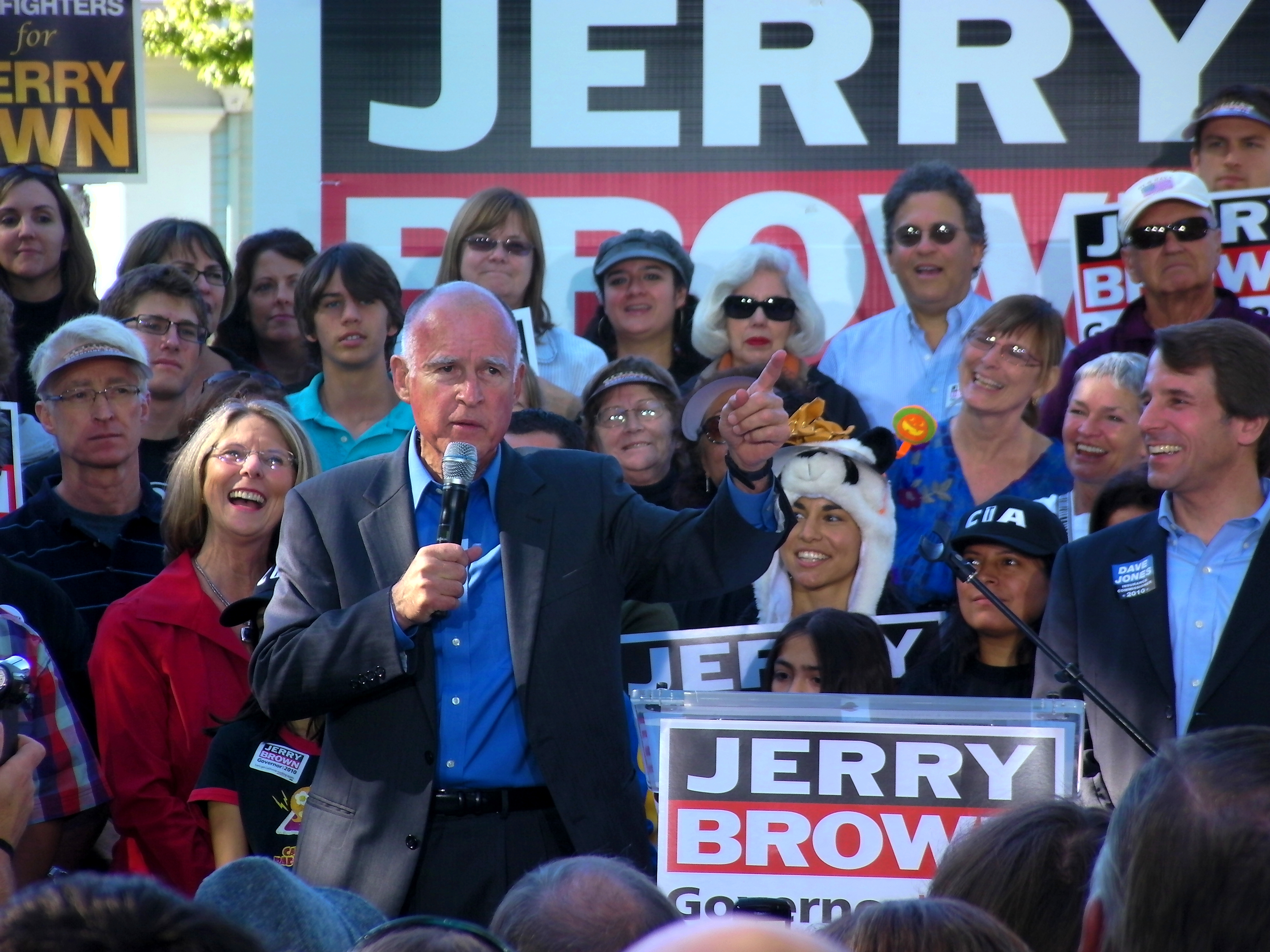
Jerry Brown pe 31 octombrie 2010 în campania electorală pentru alegerea guvernatorului